# Informatizare
Informatizarea este utilizarea informaticii în rezolvarea unor probleme, prin procedee care fac disponibile informațiile. Informatizarea presupune dotarea cu mijloace de informatică, de obicei calculatoare.